# Herrup
Herrup is een plaats in de Deense regio Midden-Jutland, gemeente Holstebro, en telt 323 inwoners (2007).